# Leichtathletik-Weltmeisterschaften 2022/Teilnehmer (Trinidad und Tobago)
| Gelbes Symbol für Goldmedaillen mit stilisierten Olympischen Ringen | Graues Symbol für Silbermedaillen mit stilisierten Olympischen Ringen | Braundes Symbol für Bronzemedaillen mit stilisierten Olympischen Ringen |
| ------------------------------------------------------------------- | --------------------------------------------------------------------- | ----------------------------------------------------------------------- |
| —                                                                   | —                                                                     | —                                                                       |

Der Leichtathletikverband von Trinidad und Tobago nahm an den Leichtathletik-Weltmeisterschaften 2022 in Eugene teil. Elf Athletinnen und Athleten wurden vom Verband aus Trinidad und Tobago nominiert.

## Ergebnisse

### Männer

#### Laufdisziplinen
| Athlet | Disziplin | Vorlauf     | Vorlauf | Halbfinale | Halbfinale | Finale      | Finale |
| Athlet | Disziplin | Zeit        | Platz   | Zeit       | Platz      | Zeit        | Platz  |
| --- | --------- | ----------- | ------- | ---------- | ---------- | ----------- | ------ |
| Jerod Elcock | 100 m     | 10,22 s     | 34      | DNQ        | DNQ        | DNQ         | DNQ    |
| Jereem Richards | 200 m     | 20,35 s     | 17      | 19,86 s    | 04         | 20,08 s     | 06     |
| Eric Harrison Jr. | 200 m     | 20,54 s     | 25      | DNQ        | DNQ        | DNQ         | DNQ    |
| Dwight St. Hillaire | 400 m     | 46,60 s     | 46      | DNQ        | DNQ        | DNQ         | DNQ    |
| Dwight St. Hillaire Jereem Richards Asa Guevara Kashief King (nur Vorlauf) Shakeem Mc Kay (nur Finale) nicht eingesetzt: Jerod Elcock | 4 × 400 m | 3:02,75 min | 07      |            |            | 3:00,03 min | 05     |

#### Sprung/Wurf
| Athlet          | Disziplin | Qualifikation | Qualifikation | Finale     | Finale |
| Athlet          | Disziplin | Weite/Höhe    | Platz         | Weite/Höhe | Platz  |
| --------------- | --------- | ------------- | ------------- | ---------- | ------ |
| Keshorn Walcott | Speerwurf | 78,87 m       | 16            | DNQ        | DNQ    |

### Frauen

#### Laufdisziplinen
| Athletin          | Disziplin | Vorlauf | Vorlauf | Halbfinale | Halbfinale | Finale | Finale |
| Athletin          | Disziplin | Zeit    | Platz   | Zeit       | Platz      | Zeit   | Platz  |
| ----------------- | --------- | ------- | ------- | ---------- | ---------- | ------ | ------ |
| Michelle-Lee Ahye | 100 m     | 11,18 s | 22      | 11,24 s    | 18         | DNQ    | DNQ    |

#### Sprung/Wurf
| Athlet          | Disziplin   | Qualifikation | Qualifikation | Finale     | Finale |
| Athlet          | Disziplin   | Weite/Höhe    | Platz         | Weite/Höhe | Platz  |
| --------------- | ----------- | ------------- | ------------- | ---------- | ------ |
| Tyra Gittens    | Weitsprung  | DSQ (Doping)  | DSQ (Doping)  | DNQ        | DNQ    |
| Portious Warren | Kugelstoßen | 16,65 m       | 25            | DNQ        | DNQ    |